# Michael Heinrich

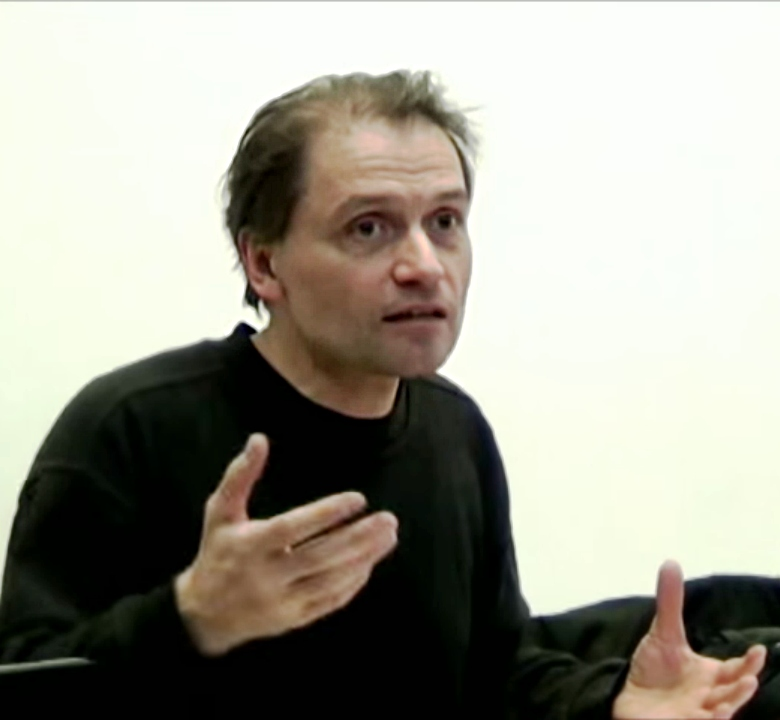
Michael Heinrich, Zagreb 2014

Michael Heinrich, född 1957, är en tysk matematiker och statsvetare. 
Han är verksam i redaktionen för tidskriften PROKLA. Hans huvudsakliga ämnesområden är marxistisk teori och ekonomisk teorihistoria. Mest känd är han för sin monetära tolkning av Marx värdeteori.

## Kritik
Robert Kurz har kritiserat den monetära värdeläran i hans bok Geld ohne Wert. Bland annat angående Heinrich antaganden om historiska kategorier som förment transhistoriskt-ontologiskt naturgivna.